# Dietfurt an der Altmühl

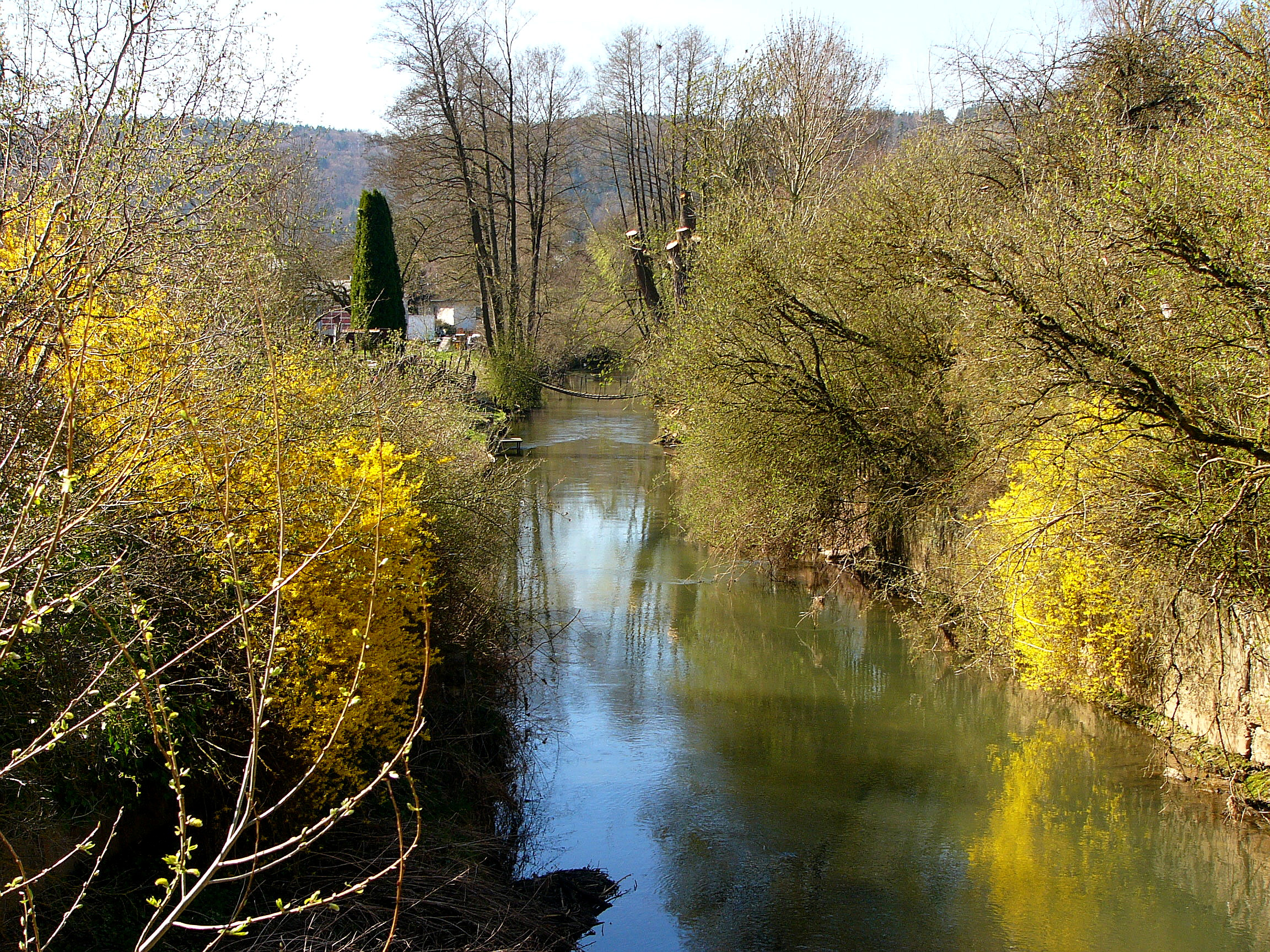
Die kurze Werklaber von der Brücke an der Hauptstraße aus gesehen

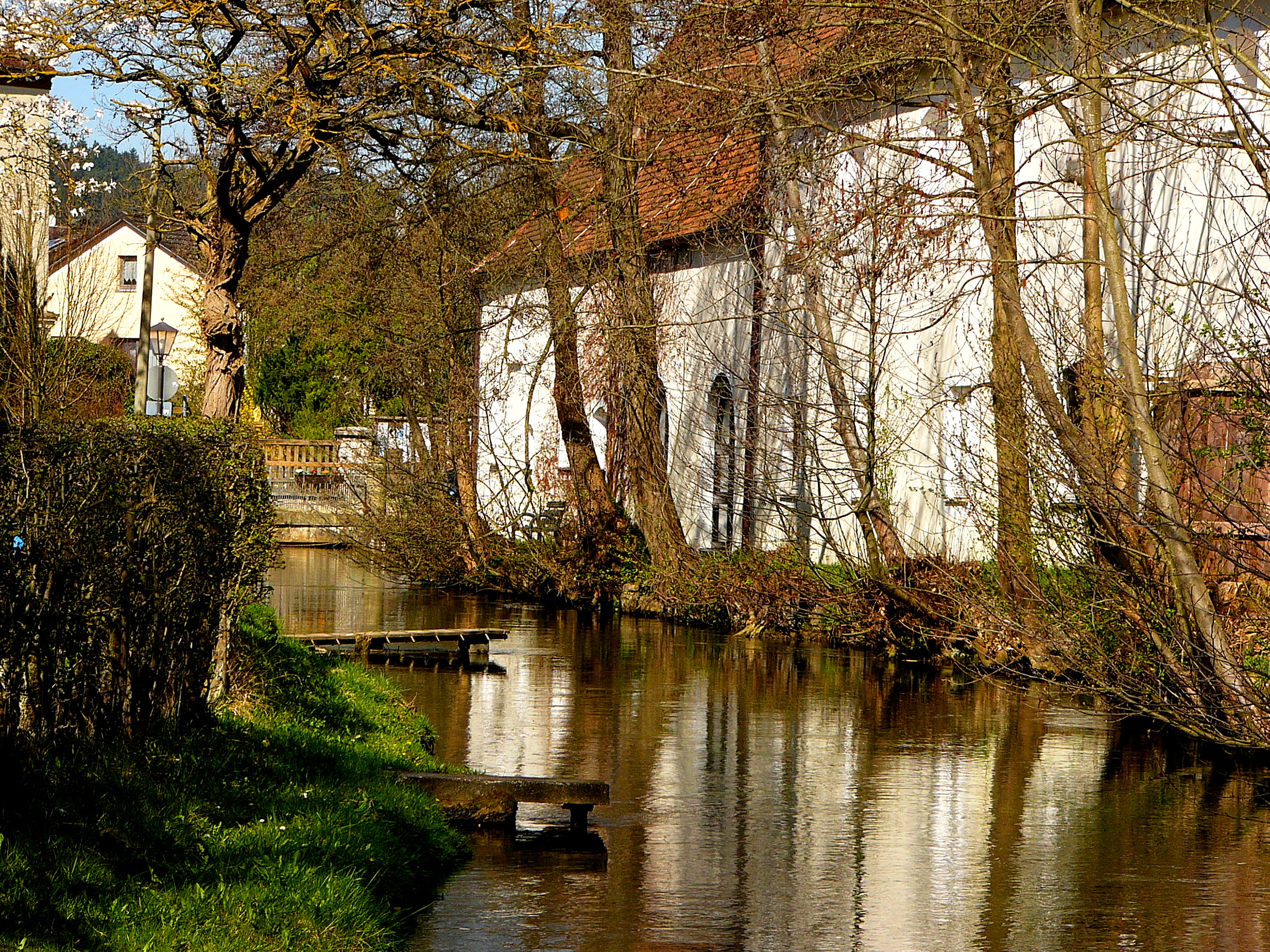
Die Stadtlaber fließt an der Mauer des Franziskanerklosters entlang.

Dietfurt an der Altmühl (amtlich: Dietfurt a.d.Altmühl) ist eine Stadt im Landkreis Neumarkt in der Oberpfalz.
Der Name „Dietfurt“ setzt sich aus den Teilen „diet“ und „furt“ zusammen. Der Wortteil „diet“ stammt von ahd. diot = Volk, Schar. Auch die Bezeichnung „deutsch“ leitet sich davon ab. Furt bezeichnet eine flache Stelle im Fluss, an der das Durchqueren desselben möglich war. Dietfurt bedeutet folglich „Furt des Volkes“.

## Geographie

### Lage
Die Stadt liegt etwa 30 Kilometer nördlich von Ingolstadt und 40 Kilometer westlich von Regensburg auf einer Höhe von 364 m ü. NHN. Der namensgebende Hauptort liegt gegenüber einem kleinen Nordbogen der Altmühl auf dem geweiteten Nordwestufer einer Talspinne. Dort mündet auch die nordöstlich laufende Weiße Laber in die Altmühl und von Südwesten her erreicht die Sulz das zum Main-Donau-Kanal ausgebaute sogenannte Ottmaringer Tal des Flusses. Die Stadt liegt außerdem im Naturpark Altmühltal und ist ein staatlich anerkannter Erholungsort.

### Gemeindegliederung
Es gibt 37 Gemeindeteile (in Klammern ist der Siedlungstyp angegeben):
- Ambergerhof (Einöde)
- Arnsdorf (Kirchdorf)
- Blauhof (Einöde)
- Dietfurt a.d.Altmühl (Hauptort)
- Eichelhof (Einöde)
- Einsiedel (Weiler)
- Eutenhofen (Pfarrdorf)
- Griesstetten (Kirchdorf)
- Grögling (Dorf)
- Gundelshofen (Weiler)
- Haahof (Weiler)
- Haas (Weiler)
- Hainsberg (Pfarrdorf)
- Hallenhausen (Weiler)
- Hebersdorf (Dorf)
- Mallerstetten (Kirchdorf)
- Martlhof (Einöde)
- Mitteldorf (Weiler)
- Mühlbach (Pfarrdorf)
- Mühlthal (Einöde)
- Muttenhofen (Dorf)
- Oberbürg (Dorf)
- Ottmaring (Kirchdorf)
- Parleithen (Weiler)
- Pestenrain (Weiler)
- Predlfing (Dorf)
- Sankt Bartlmä (Einöde)
- Schweinkofen (Kirchdorf)
- Staadorf (Pfarrdorf)
- Stetterhof (Weiler)
- Töging (Pfarrdorf)
- Unterbürg (Dorf)
- Vogelthal (Kirchdorf)
- Voglmühle (Einöde)
- Wildenstein (Dorf)
- Wimpasing (Weiler)
- Zell (Pfarrdorf)

Es gibt die Gemarkungen Arnsdorf, Dietfurt a.d.Altmühl, Eutenhofen, Griesstetten, Gundelshofen, Hainsberg, Mallerstetten, Mühlbach, Muttenhofen, Ottmaring, Predlfing, Schweinkofen, Staadorf, Töging, Unterbürg, Vogelthal, Wildenstein und Zell.

### Nachbargemeinden
Die Stadt grenzt im Uhrzeigersinn von Norden beginnend an folgende Gemeinden: Breitenbrunn, Hemau, Riedenburg, Beilngries, Berching.

## Geschichte

### Bis zum 20. Jahrhundert
Der 1109 erstmals urkundlich erwähnte und schon 1416 als Stadt bezeichnete Ort kam mit dem Aussterben der Grögling-Hirschberger Grafen 1305 an die Wittelsbacher. Nach dem Tod Kaiser Ludwigs IV. wurde es durch Erbteilung 1353–1425 Bestandteil des Wittelsbacher Teilherzogtums Straubing-Holland. Dietfurt an der Altmühl war vor 1800 Pflegamt und gehörte zum Rentamt Straubing des Kurfürstentums Bayern. Dietfurt besaß ein Stadtgericht mit weitgehenden magistratischen Eigenrechten.
Das bayerische Urkataster von 1808 erfasst über 200 Klein- und Kleinstbesitztümer im Stadtbereich. In den 1840er Jahren brachte der Ludwig-Donau-Main-Kanal eine weitere wirtschaftliche Belebung.
Ab 1909 lag der Bahnhof Dietfurt (Altmühl) an der Bahnstrecke Neumarkt–Dietfurt, die seit 1967 stillgelegt ist.

### Eingemeindungen
Am 1. Januar 1972 wurden die Gemeinden Eutenhofen, Griesstetten, Hainsberg, Mallerstetten, Mühlbach, Staadorf, Unterbürg und Wildenstein eingegliedert. Am 1. Juli 1972 kamen Ottmaring, Töging und Vogelthal aus dem zu diesem Stichtag aufgelösten Landkreis Beilngries hinzu.

### Einwohnerentwicklung
Zwischen 1988 und 2018 wuchs die Stadt von 5241 auf 6139 um 898 Einwohner bzw. um 17,1 %.
| Jahr      | 1970 | 1987 | 1991 | 1995 | 2000 | 2003 | 2006 | 2009 | 2012 | 2015 | 2022 |
| Einwohner | 5061 | 5257 | 5487 | 5862 | 6019 | 6142 | 6071 | 6054 | 5991 | 6084 | 6208 |

## Politik

### Stadtrat
Der Stadtrat besteht aus 20 gewählten und ehrenamtlich tätigen Stadträten sowie dem Ersten Bürgermeister. Die Kommunalwahl am 15. März 2020 lieferte folgendes Ergebnis:

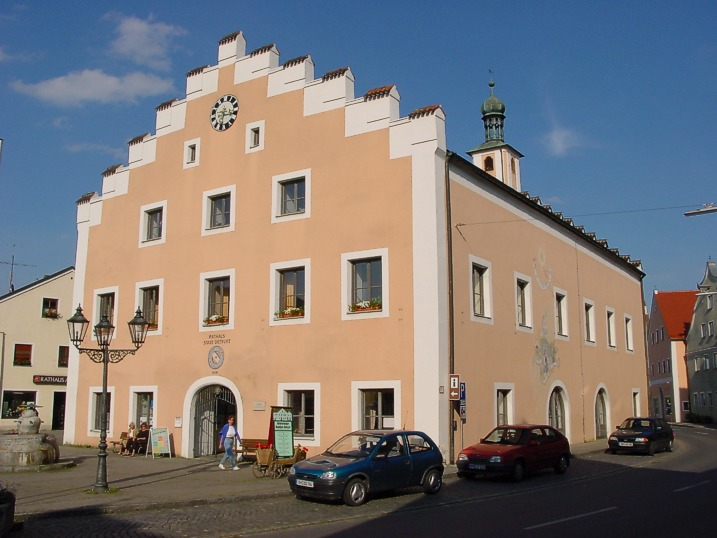
Dietfurter Rathaus

| Partei / Liste                                       | Stimmenanteil | +/− %p | Sitze | +/− |
| CSU                                                  | 22,3 %        | − 4,9  | 4     | − 1 |
| SPD                                                  | 9,8 %         | − 10,6 | 2     | − 2 |
| Christliche-Wähler-Union (CWU)                       | 20,6 %        | + 0,8  | 4     | ± 0 |
| Unabhängige Freie Wähler Dietfurt (UFW)              | 22,8 %        | + 4,8  | 5     | + 1 |
| Freie Wähler-Unabhängige Parteifreie Wähler (FW-UPW) | 18,2 %        | + 3,7  | 4     | + 1 |
| Grüne                                                | 6,2 %         | +6,2   | 1     | + 1 |
| Gesamt                                               | 100 %         |        | 20    |     |
| Wahlbeteiligung: 69,1 % (2014: 73,46 %)              |               |        |       |     |

### Bürgermeister
Zum Ersten Bürgermeister wurde bei der Kommunalwahl 2020 Bernd Mayr (UFW/FW-UPW) mit 57,5 % der gültigen Stimmen gewählt und setzte sich damit gegen die Kandidatin Helga Huber (CSU/CWU, 37,6 %) durch. Die Kandidatin der Grünen, Angeliki Gleixner, erreichte 4,9 % der gültigen Stimmen. Vorgängerin von Mayr war Carolin Braun (SPD). Sie hatte sich in der Stichwahl am 30. März 2014 mit 67,1 % der Stimmen gegen Christian Linz (CSU/CWU, 32,9 %) durchgesetzt.

### Wappen
| Wappen von Dietfurt an der Altmühl | Blasonierung: „In Rot ein silberner Schrägbalken, der mit einer roten heraldischen Rose mit goldenen Butzen belegt ist.“ |
| Wappen von Dietfurt an der Altmühl | Wappenbegründung: Die Rose stammt wahrscheinlich aus dem apokryphen Wappen der Burggrafen von Riedenburg mit Sitz auf der Rosenburg, die bis zu ihrem Aussterben Ende des 12. Jahrhunderts das Altmühltal beherrschten. Über das Hirschberger Erbe kam Dietfurt 1305 an die Wittelsbacher. Das älteste Siegel des Gemeinwesens wird auf das ausgehende 14. Jahrhundert datiert; es ist in Abdrucken seit 1408 überliefert und zeigt eine Rose mit und ohne einem unzialen D als Ortsinitiale statt des Butzens. Wegen der Grenzlage zum Fürstbistum Eichstätt wurde Dietfurt 1416 zur Stadt erhoben. Das heutige Schildbild erscheint erstmals in einem Sekretsiegel um 1480, dann in vielen farbigen Wiedergaben. Der Balken kam anfangs auch schräglinks gewendet vor. Das Wappen ist seit dem 14. Jahrhundert bekannt. |

## Bildung, Kultur und Sehenswürdigkeiten

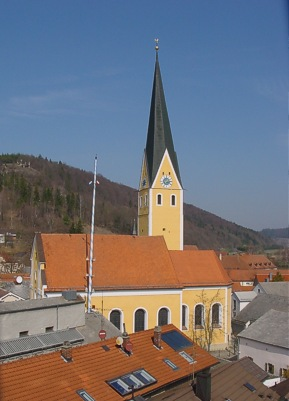
Stadtpfarrkirche Dietfurt

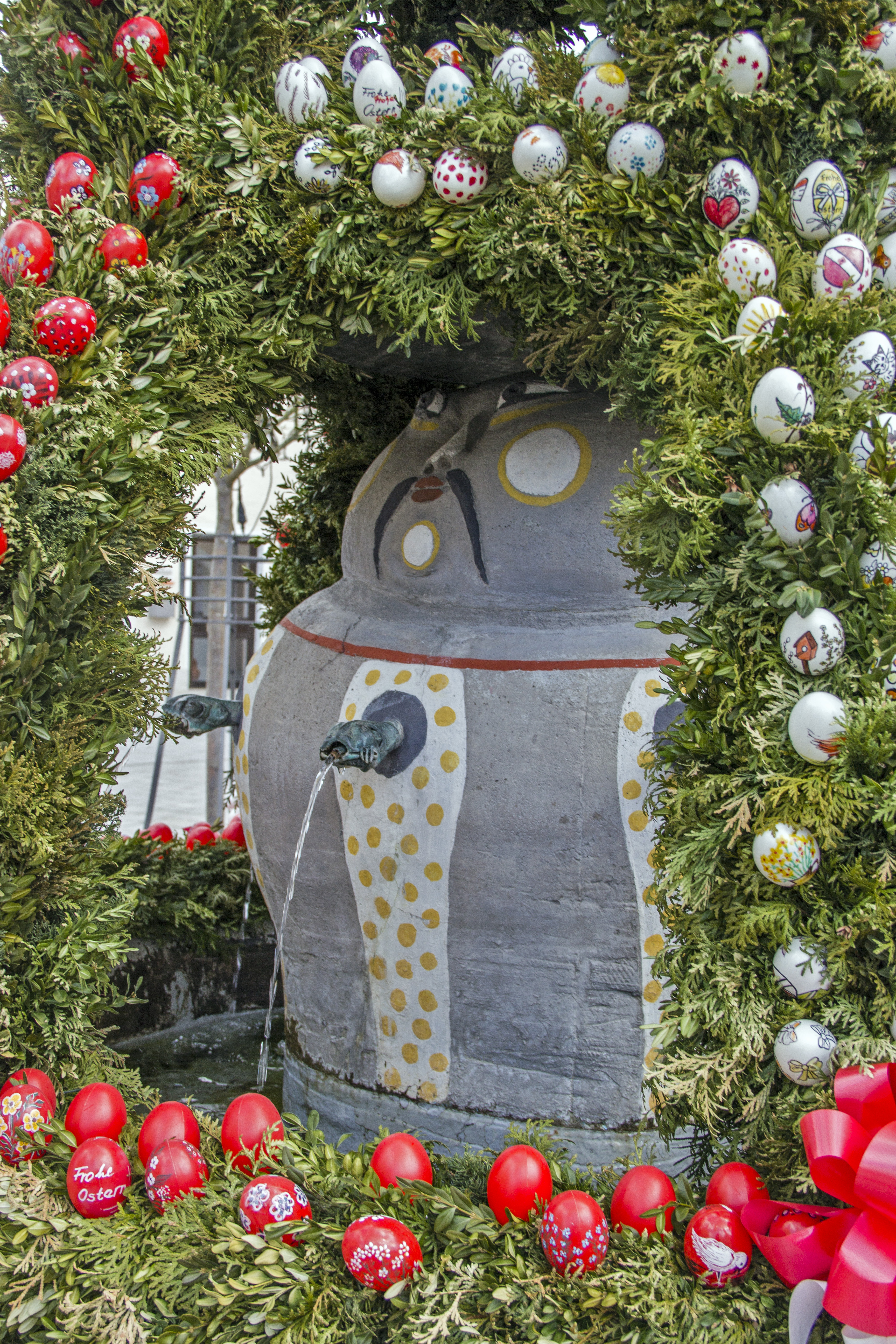
Chinesenbrunnen mit Osterschmuck

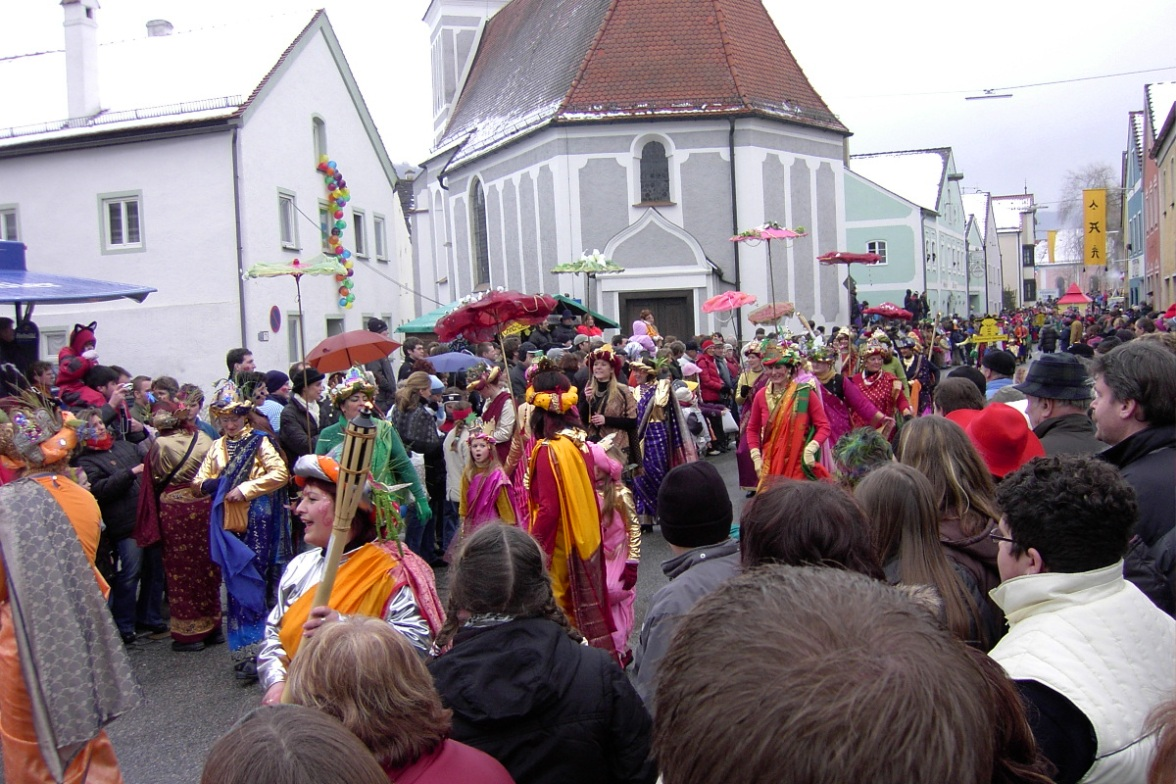
Dietfurter Chinesenfasching

### Kindertageseinrichtungen und Schulen
- Drei Kindertagesstätten mit insgesamt 256 Kindergartenplätzen und 233 Kindern
- Grundschule Dietfurt a.d.Altmühl mit 12 Lehrern und 223 Schülern (Schuljahr 2018/19)[11]
- Mittelschule Dietfurt a.d.Altmühl mit insgesamt 12 Lehrern und 151 Schülern (Schuljahr 2018/19)[12]

### Museen
- Museum im Hollerhaus, einem restaurierten Jura-Bauernhaus
- Altmühltaler Mühlenmuseum in der letzten noch laufenden Mühle im Altmühltal
- Obermühle Mühlbach, unter anderem mit Dauerausstellung Stein.Wasser.Höhle
- Wagnerei-Museum Zacherl
- Erlebnisdorf ALCMONA (Abenteuer Geschichte)

### Bauwerke
- Rathaus aus dem Jahr 1479
- Franziskanerkloster, erbaut 1660, mit einem Werk von Sebastian Mutzl in der Antoniuskapelle (1870 Antonius von Padua-Fresken)
- Barocke Wallfahrtskirche zu den Drei Elenden Heiligen in Griesstetten
- Stadtpfarrkirche St. Ägidius (gotischer Ursprung, gebaut 1733/34 unter Giovanni Domenico Barbieri, unter Gabriel de Gabrieli im 18. Jahrhundert erweitert und barockisiert, mächtiger Hochaltar, 60 Meter hoher Turm)
- Goggerturm und Bettelvogtturm

### Naturschutzgebiete
- Das Naturschutzgebiet und Geotop Wolfsberg bei Dietfurt

### Naturdenkmäler
Die Mühlbachquellhöhle, ein weit verzweigtes Höhlensystem, das öffentlich nicht zugänglich ist. Seit September 2006 gibt es über der Höhle einen höhlenkundlichen Weg, der Einblick rund um das Thema Höhle, Geologie, Dolinen usw. auf 15 Infotafeln bietet. Seit 2016 befindet sich im Stadel der Obermühle eine Dauerausstellung, die unter anderem über die Mühlbachquellhöhle informiert.

### Regelmäßige Veranstaltungen
Weit bekannt ist der Dietfurter Chinesenfasching am Unsinnigen Donnerstag, dem Donnerstag vor Rosenmontag.

## Wirtschaft
2017 gab es in der Stadt 2023 sozialversicherungspflichtig Beschäftigte am Arbeitsort. Von den Einwohnern standen 2604 in einem versicherungspflichtigen Beschäftigungsverhältnis. 32 Einwohner waren arbeitslos. 2016 gab es in der Dietfurt 112 landwirtschaftliche Betriebe. Im Süden Dietfurts befindet sich das Gewerbegebiet Lände Dietfurt zwischen der Staatsstraße 2230 und dem Main-Donau-Kanal. In der Nähe befindet sich das Wasserkraftwerk Dietfurt.

## Verkehr
Dietfurt ist durch die Staatsstraßen St 2230 und St 2234 sowie die Kreisstraßen NM 15 und NM 23 erschlossen.
Der öffentliche Personennahverkehr bedient Dietfurt mit sieben Buslinien. Diese vertakten nach Neumarkt, Beilngries und Parsberg.
Die Schleuse Dietfurt trennt hier den Main-Donau-Kanal im eigenen Bett vom Main-Donau-Kanal im Bett der Altmühl.

## Städtefreundschaft
- Nanjing (Nanking,  Volksrepublik China)

## Persönlichkeiten
- Argula von Grumbach (1492–1568), protestantische Publizistin und Reformatorin, lebte und wirkte ab 1516 in Dietfurt[13]
- Petrus von Hötzl (1836–1902), Seelsorger im Franziskanerkloster Dietfurt
- Matthias Schlüter (* 1952), deutscher Bildender Künstler, lebt in Dietfurt

## Söhne und Töchter der Stadt
- Laurentius Justinianus Ott (bürgerlich: Joseph Marcellinus Ott, 1748–1805), Augustiner-Chorherr, Komponist und Chronist im Stift Weyarn, geboren in Dietfurt
- Benedikt Werner (1748–1830), von 1786 bis 1803 bedeutender Abt des Benediktinerklosters Weltenburg, geboren in Dietfurt
- Gallus Haselbeck (1880–1960), römisch-katholischer Ordenspriester und Ordenshistoriker
- Balthasar Werner (bürgerlich: Georg Werner, 1887–1943), Franziskanerbruder, wuchs in Dietfurt auf
- Michael Wittmann (1914–1944), Panzerkommandant und Hauptsturmführer der Waffen-SS, geboren im Ortsteil Vogelthal
- Uschi Madeisky (* 1950), deutsche Filmproduzentin
- Josef Bayer (* 1950), Linguist, in Dietfurt geboren
- Jochen Peichl (* 1950), Psychoanalytiker, Facharzt für Neurologie und Psychiatrie, Autor, Psychotherapeut